# MEKO A-200型フリゲート
MEKO A-200型フリゲート（英語: MEKO A-200 class frigate）は、ドイツのブローム・ウント・フォス社によって設計されたフリゲート。MEKO型フリゲートの系譜に属している。

## 概要
MEKO A-200型は、先行するMEKO 200型フリゲートの後継として市場に提示された。しかし設計面では一新されており、外見上はMEKO 200型との共通点は薄い。
MEKO 200型は、MEKOコンセプトを適用されたものとしてはもっとも多くの艦が建造された設計であった。MEKOコンセプトとは、多様な顧客に対して、より安価に、かつ彼らの要求に応えたフリゲートを提供することを企図したもので、綿密な配慮のもとで設計された船体に、モジュール化された装備品を搭載していくという方式を取っており、顧客は、自らの要求に応じてモジュールを選ぶことによって、カスタム・メイドのフリゲートを手にすることができる。このコンセプトは非常な成功を集め、MEKO 200型に属する艦としては、5ヶ国で25隻が就役している。
しかし、原型となったMEKO 360型フリゲートは1970年代の設計に属しており、1990年代に入ると、より新しい設計が求められるようになった。これに応じて開発されたのが本型である。

## 設計
本型の設計は、基本的に、ドイツ海軍向けにブローム・ウント・フォス社が開発したブランデンブルク級フリゲートを発展させたものとなっている。船型も、従来のMEKO 360/200型が中央船楼型を採用したのに対し、長船楼型に変更された。
船体設計にはステルス性への配慮が導入されている。また、従来のMEKO 360/200型およびブランデンブルク級で特徴的だったV字型の煙突も廃止され、排気は海水で冷却された上で艦尾より行なわれる。それらにより、レーダー反射と赤外線の放射を減少させている。
船楼後部は艦載ヘリコプター格納庫となっており、また、その後方の後甲板はヘリコプター甲板とされている。
本型はオーソドックスに、艦首に1基の主砲を有する。艦橋構造物の前方には、CIWSや個艦防空ミサイル発射機を設置する位置が設けられている。
艦橋構造物の後部には、前部マストとして大型の塔状構造物が設置される。ここには、艦のメイン・センサーとなる低空警戒/対水上レーダーや3次元レーダーが設置され、場合によっては固定式の多機能レーダー・アンテナが側面に貼りつけられることもある。また、艦橋構造物後方の上構上には艦対艦ミサイルの発射筒が設置されることが多い。

## 採用国・運用状況
- 南アフリカ海軍 - MEKO A-200SAN型（ヴァラー級）
- アルジェリア海軍 - MEKO A-200AN型（エル・エルラディ級）
- エジプト海軍 ‐ MEKO A-200AN型（アル・アーズィズ級）